# Oskar Fallenius
Lars Erik Oskar Fallenius, född 1 november 2001, är en svensk fotbollsspelare som spelar för Djurgårdens IF.

## Karriär
Fallenius kom till IF Brommapojkarna som 11-åring. Inför säsongen 2019 flyttades han upp i A-laget och skrev samtidigt på ett treårskontrakt. Fallenius gjorde sin Superettan-debut den 7 april 2019 i en 4–0-vinst över Dalkurd FF, där han blev inbytt i den 80:e minuten mot Albin Linnér.
Den 4 januari 2021 värvades Fallenius av danska Brøndby IF, där han skrev på ett kontrakt fram till sommaren 2024. Fallenius debuterade i Superligaen den 4 mars 2021 i en 0–0-match mot Randers FC, där han blev inbytt i halvlek. Den 31 mars 2022 lånades Fallenius ut till norska IK Start. I augusti 2022 återkallades han till Brøndby.
I februari 2023 värvades Fallenius av Djurgårdens IF, där han skrev på ett fyraårskontrakt. Den 17 juli 2023 gjorde Fallenius sitt första mål för Djurgårdens IF.

## Statistik

### Klubblag
| Klubb                               | Säsong             | Liga               | Liga    | Liga | Liga   | Nationell cup | Nationell cup | Nationell cup | Internationell cup | Internationell cup | Internationell cup | Totalt  | Totalt | Totalt |
| Klubb                               | Säsong             | Division           | Matcher | Mål  | Assist | Matcher       | Mål           | Assist        | Matcher            | Mål                | Assist             | Matcher | Mål    | Assist |
| ----------------------------------- | ------------------ | ------------------ | ------- | ---- | ------ | ------------- | ------------- | ------------- | ------------------ | ------------------ | ------------------ | ------- | ------ | ------ |
| IF Brommapojkarna                   | 2019               | Superettan         | 18      | 3    | 2      | 2             | 0             | 0             | —                  | —                  | —                  | 20      | 3      | 2      |
| IF Brommapojkarna                   | 2020               | Division 1 Norra   | 30      | 17   | 1      | 3             | 0             | 0             | —                  | —                  | —                  | 33      | 17     | 1      |
| IF Brommapojkarna                   | Totalt             | Totalt             | 48      | 20   | 3      | 5             | 0             | 0             | —                  | —                  | —                  | 53      | 20     | 3      |
| Brøndby IF                          | 2020/2021          | Superligaen        | 5       | 0    | 1      | 0             | 0             | 0             | 0                  | 0                  | 0                  | 5       | 0      | 1      |
| Brøndby IF                          | 2021/2022          | Superligaen        | 5       | 0    | 0      | 3             | 2             | 0             | 0                  | 0                  | 0                  | 8       | 2      | 0      |
| Brøndby IF                          | Totalt             | Totalt             | 10      | 0    | 1      | 3             | 2             | 0             | 0                  | 0                  | 0                  | 13      | 2      | 1      |
| IK Start (lån)                      | 2022               | 1. divisjon        | 12      | 3    | 7      | 2             | 0             | 0             | —                  | —                  | —                  | 14      | 3      | 7      |
| IK Start (lån)                      | Totalt             | Totalt             | 12      | 3    | 7      | 2             | 0             | 0             | —                  | —                  | —                  | 14      | 3      | 7      |
| Djurgårdens IF                      | 2023               | Allsvenskan        | 26      | 2    | 3      | 1             | 0             | 0             | 2                  | 0                  | 0                  | 29      | 2      | 3      |
| Djurgårdens IF                      | 2024               | Allsvenskan        | 23      | 2    | 2      | 7             | 1             | 1             | 8                  | 0                  | 3                  | 38      | 3      | 6      |
| Djurgårdens IF                      | Totalt             | Totalt             | 49      | 4    | 5      | 8             | 1             | 1             | 10                 | 0                  | 3                  | 67      | 5      | 9      |
| Totalt i karriären                  | Totalt i karriären | Totalt i karriären | 119     | 27   | 16     | 18            | 3             | 1             | 10                 | 0                  | 3                  | 147     | 30     | 20     |
| Senast uppdaterad 17 november 2024. |                    |                    |         |      |        |               |               |               |                    |                    |                    |         |        |        |

### Landslag
| Landslag                        | År     | Totalt  | Totalt | Totalt |
| Landslag                        | År     | Matcher | Mål    | Assist |
| ------------------------------- | ------ | ------- | ------ | ------ |
| Sverige P17                     | 2018   | 1       | 0      | 0      |
| Sverige P18                     | 2019   | 6       | 0      | 0      |
| Sverige P19                     | 2019   | 1       | 0      | 0      |
| Sverige P20                     | 2020   | 1       | 0      | 0      |
| Sverige P20                     | 2021   | 1       | 0      | 0      |
| Totalt                          | Totalt | 10      | 0      | 0      |
| Senast uppdaterad 6 april 2024. |        |         |        |        |